# Work Time Fun
Work Time Fun (バイトヘル2000, Baito Heru Nisen) est un jeu vidéo de mini-jeux des développeurs D3 et Sony pour la PlayStation Portable, sorti le 22 décembre 2005 au Japon et le 23 octobre 2006 aux États-Unis.
Le jeu est aussi connu sous le nom de WTF, qui fait référence à What The Fuck?.

## Système de jeu
Work Time Fun n'a pas vraiment de but précis, si ce n'est que de proposer au joueur de collectionner le plus de goodies possible et de débloquer les mini-jeux, achetés dans un distributeur de gashapon. L'argent qui sert à acheter peut être obtenu en jouant aux mini-jeux, qui sont appelés "petits boulots" dans le jeu. Certains de ces mini-jeux sont de véritables petits boulots, par exemple, il y a un mini-jeu où on doit couper du bois, où il n'y a pas de temps limite. D'autres mini-jeux ont un temps limité; par exemple, il y a des missions de sniper ou un mini-jeu où il faut faire la plus grosse manifestation possible.
Les goodies sont variés : il y a des jouets et des portes-clefs, qui n'ont pas d'utilité, et il y a des gadgets virtuels loufoques, comme par exemple, une sorte de minuterie pour ramen, avec un homme ou une femme (au choix) qui occupe le joueur pendant l'attente.

## Accueil
- GameSpot : 8/10[1]